# Torre Pretoria
La Torre Pretoria, o Torre Guelfa, o Torre del Capitano  è una costruzione civile di origine medievale stretta tra i rinascimentali Palazzo comunale e Palazzo pretorio a Crema.

## Storia

Palazzo Pretorio e torre in una cartolina degli anni trenta del XX secolo

Si tratta di un fabbricato risalente almeno a tre secoli prima dell'edificazione del Palazzo comunale avviata a partire dal 1524 e si rifà ai caratteri stilistici del Duomo; alcuni storici ne datano con precisione l'edificazione all'anno 1286.
Nel corso dei secoli subiva alcune modifiche quali l'apertura delle finestre quadrate al primo piano inquadrate in un'alta fascia a bugnato, oltre alle finestre balconate del secondo piano. Nelle stampe, così come nelle foto d'epoca della prima metà del XX secolo, la torre appariva intonacata con fasce angolari in bugnato per tutta l'altezza; inoltre, sulla parte superiore era disegnata un'ampia meridiana con relativo gnomone.
La torre fu interessata dai lavori restauro degli anni 1959-1962 avvenuti su Palazzo comunale e Palazzo pretorio con il consolidamento delle fondazioni, rifacimento delle scale interne e del tetto.
Nell'occasione fu rimosso l'intonaco lasciando la torre interamente in mattone a vista - eccetto la fascia a bugnato del primo piano - e furono riaperte le monofore a tutto sesto sulla parte superiore.

## Caratteristiche
La torre si colloca tra il Palazzo comunale ed il Palazzo pretorio, sopraelevandosi dagli edifici laterali. Il primo piano è in bugnato con due finestre quadrate, mentre al secondo piano si trovano due aperture balconate con ringhiere in ferro battuto affiancate sui lati esterni e su livelli sfalsati da due stemmi marmorei di podestà veneti,
A mezza altezza vi è murato un Leone di San Marco collocato sopra due epigrafi; sopra il leone si apre una piccola monofora. Completano la parte superiore le tre monofore riaperte anche sui lati durante i restauri novecenteschi, in linea con le finestre ad oculo collocate nel sottogronda.

### Il Leone di San Marco

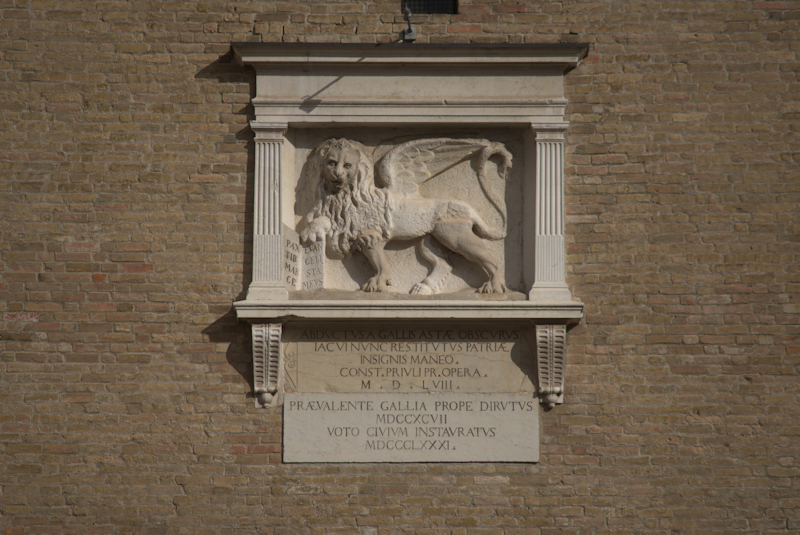
Il Leone di San Marco

L'altorilievo che raffigura il leone collocato al centro della torre era originariamente issato sulla Porta Ripalta. Durante le prime fasi dell'occupazione francese (1509-1512), avvenuta dopo la Battaglia di Agnadello, la scultura fu trasferita a Milano, probabilmente per inviarla in Francia. Fu riportata a Crema per interessamento del podestà Costantino Priuli nel 1558 e murato sulla torre. Nei primi giorni dell'occupazione francese del 1797 fu ricoperto con cemento, rimosso nel 1881.
Sotto il Leone vi si trovano due epigrafi. La prima ricorda la sua collocazione nel 1558:
La seconda scritta del 1881 ne rievoca il ripristino alle condizioni originarie:
Il leone è rivolto a sinistra e tiene fermo un libro sul quale sono riportate le parole:
La bestia non tiene la coda tra le gambe ma è alzata, segno di un città alleata e non sottomessa

### Gli stemmi dei podestà veneti
Sulla torre, in continuità con quelli collocati sul Palazzo comunale, si trovano due stemmi di podestà veneti. A sinistra è murato tra il primo ed il secondo piano lo stemma della famiglia Martinengo; Silvio Martinengo fu Podestà e Capitano tra il mese di luglio 1750 ed il mese di dicembre 1752.
Quello più a destra è parzialmente sovrapposto all'apparato murario di Palazzo pretorio; gli autori Marco Ermentini e Lidia Ceserani lo attribuiscono al podestà Pietro Bondumier, datandolo all'anno 1613; ma l'affermazione non trova conferma nelle fonti antiche: nell'elenco dei podestà veneti pubblicati sul volume Storia di Crema raccolta per Alemanio Fino, dagli annali di M. Pietro Terni, ristampata a cura di Giovanni Solera nessun componente di tale famiglia ha svolto l'incarico di podestà di Crema e nel 1613 viene citato il mandato del podestà Pietro Cappello (agosto 1612 – luglio 1614), così come confermato dal Canobio.

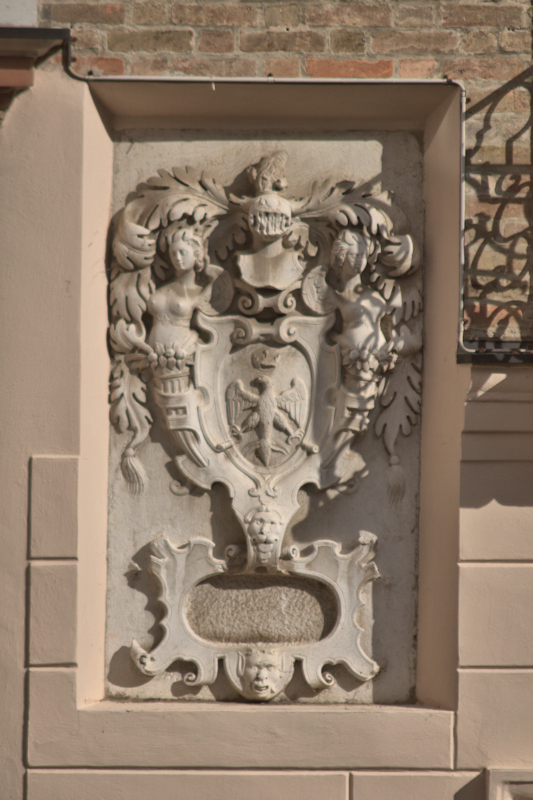
Stemma Martinengo
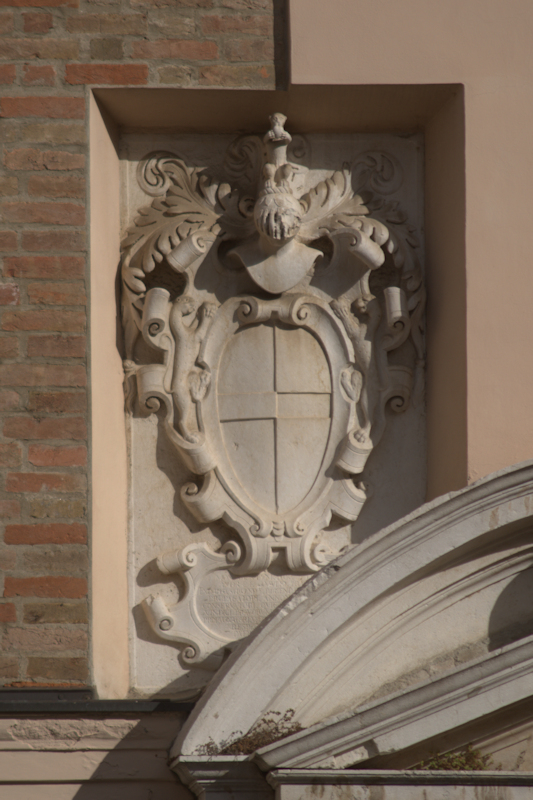
Stemma di incerta attribuzione